# Bryconamericus cinarucoense
Bryconamericus cinarucoense és una espècie de peix de la família dels caràcids i de l'ordre dels caraciformes.

## Morfologia
- Els mascles poden assolir 3,7 cm de llargària total.
- Nombre de vèrtebres: 35.[4]

## Hàbitat
Viu en zones de clima tropical.

## Distribució geogràfica
Es troba a Sud-amèrica: riu Cinaruco (conca del riu Orinoco a Veneçuela) i conca del riu Essequibo a Guaiana.